# Pete Davidson
Peter Michael Davidson, detto Pete (New York, 16 novembre 1993), è un attore e comico statunitense, ex membro del cast dello storico show televisivo Saturday Night Live.
La sua comicità è basata principalmente su episodi del suo vissuto, indicati come "una serie di brutali verità e volgari confessioni": tali spunti, facilmente riconoscibili e divenuti col tempo il suo marchio distintivo, toccano argomenti come l'uso di marijuana, il sesso, le relazioni e alcune esperienze scomode in ambito scolastico.
Davidson ha recitato e prodotto la commedia del 2019, Big Time Adolescence. L'anno successivo, ha co-sceneggiato e recitato nel film commedia drammatico semi-autobiografico, The King of Staten Island. Tra gli altri premi, è stato nominato per un People's Choice Award come "Favorite Comedy Movie Star" nel 2020. All'inizio del 2020, Davidson ha iniziato a prendere parte a più film, tra cui The Suicide Squad (2021), Bodies Bodies Bodies (2022) e Marmaduke (2022).

## Biografia
Davidson è nato a Staten Island, borough di New York, nel 1993, primogenito dei due figli di Scott Matthew Davidson, un pompiere d'origini ebraiche aschenazite e, in minor misura, tedesche, irlandesi ed italiane, e di Amy Waters, un'infermiera scolastica d'origini irlandesi e tedesche, impiegata presso la Xaverian High School di Brooklyn. Ha una sorella minore di nome Casey ed è stato inoltre cresciuto secondo il credo cattolico, cioè la religione della madre.
Suo padre fu uno dei pompieri in servizio durante gli attentati dell'11 settembre: è stato visto per l'ultima volta salire le scale del Marriott World Trade Center poco prima che crollasse; Davidson, che all'epoca aveva solo sette anni, è rimasto profondamente segnato dalla perdita e nell'ottobre 2016 ha rivelato al programma radiofonico The Breakfast Club che ha lottato con pensieri suicidi quando era più giovane e che la musica di Kid Cudi gli ha salvato la vita. Ha il numero del suo distintivo, 8418, tatuato sul braccio sinistro.
Ha frequentato le scuole presso gli istituti St. Joseph by the Sea High School e Tottenville High School di Staten Island, per poi diplomarsi presso lo stesso liceo di Brooklyn dove lavorava la madre nel 2011. Si è poi iscritto all'università presso il St. Francis College a Brooklyn Heights, ma l'ha successivamente abbandonato dopo un semestre soltanto per potersi dedicare a tempo pieno alla sua nascente carriera cabarettistica.
Aveva infatti scoperto la sua vocazione comica dopo aver provato per la prima volta il cabaret a sedici anni in una pista da bowling di Staten Island, quando un gruppo di amici, conoscendo le sue aspirazioni comiche, lo ha sfidato a salire sul palco; Davidson ha accettato solo dopo aver fumato marijuana. All'età di 17 anni ha scoperto di essere affetto dalla malattia di Crohn e ha rivelato che all'epoca  "non poteva funzionare senza marijuana" e che senza tale sostanza non sarebbe stato in grado di lavorare al Saturday Night Live.

## Carriera
La prima apparizione in televisione di Davidson è stata nel programma comico di MTV Failosophy nel 2013. Nello stesso anno è apparso in altre produzioni TV tra cui Guy Code - Guida galattica per uomini veri. A giugno si è esibito nel suo primo stand-up televisivo in onda nello show Gotham Comedy Live su Comedy Central. Il mese successivo ha partecipato al Nick Cannon Presents: Wild 'N Out. Successivamente, tra il 2013 e il 2014, si è esibito come comico stand-up negli show Adam DeVine's House Party, Jimmy Kimmel Live! e Comedy Underground with Dave Attell. Sempre nel 2013 ha recitato come guest star in un episodio della serie televisiva Brooklyn Nine-Nine.
Nel 2014 si è unito al cast del programma televisivo comico Saturday Night Live, nella sua 40ª edizione. Davidson è stato tra i più giovani membri del cast, il primo a essere nato negli anni novanta, il quarto più giovane in 40 anni di storia dello show, dietro Anthony Michael Hall, Eddie Murphy e Robert Downey Jr.. A Davidson è stata offerta la possibilità di sostenere un provino per il programma grazie a Bill Hader, che lo ha consigliato al produttore Lorne Michaels. Il suo debutto ha ottenuto una critica positiva. Sempre nel 2014 ha debuttato al cinema nel film School Dance.
Nel 2015 ha ottenuto una piccola parte nella commedia Un disastro di ragazza, film con protagonisti Amy Schumer e Bill Hader. Nello stesso anno ha partecipato al Comedy Central Roast dedicato al cantante Justin Bieber. Il Comedy Central Roast è uno show televisivo in cui una persona famosa è messa pubblicamente alla berlina, divenendo bersaglio di battute e insulti comici, in un contesto amichevole e goliardico.
Nel 2016 Davidson era nella lista Forbes under 30. Sempre nel 2016, Davidson ha registrato il suo primo speciale di stand-up "Pete Davidson: SMD". Lo speciale di Comedy Central è stato girato a New York City.
Nel novembre del 2018, Davidson fu criticato per i suoi commenti che prendevano in giro l'ex sigillo degli Stati Uniti e in seguito il membro della Camera dei Rappresentanti, Dan Crenshaw, che indossa una benda sull'occhio a causa di un incidente dalla guerra in Afghanistan. Davidson paragonò Crenshaw a un "sicario in un film porno" e aggiunse: "Mi dispiace, so che ha perso la vista in guerra".
Davidson ha collaborato con Machine Gun Kelly per scrivere lo sketch, "A Message from the Count" per l'album Hotel Diablo. Il 13 settembre 2019 viene annunciato nel cast di The Suicide Squad - Missione suicida, pellicola facente parte del DC Extended Universe. Nel febbraio 2020 Davidson ha pubblicato il suo speciale di stand up Alive from New York su Netflix. Nel maggio 2020 è stato rilasciato The King of Staten Island, nel quale Davidson ha recitato come protagonista. Il 31 dicembre 2021 ha co-condotto lo speciale di Capodanno Miley's New Year's Eve Party insieme a Miley Cyrus su NBC.

## Controversie
Nel 2019, a causa d'una sua battuta, a detta della diocesi cattolica di Brooklyn, "vergognosa e offensiva" nei confronti della Chiesa cattolica, la stessa avrebbe richiesto sul proprio sito web le scuse immediate, non pervenute, del comico; in pratica, nel commentare durante un suo numero al Saturday Night Live l'arresto del cantante R. Kelly (dagli anni novanta bersaglio perenne d'accuse di molestie ed aggressione sessuale ai danni di ragazze minorenni) per - tra le altre cose - pedopornografia, estorsione e sequestro di persona, Davidson avrebbe paragonato i fan più accaniti del musicista ai fedeli cattolici, alludendo ai diversi scandali per pedofilia cui molteplici esponenti del clero sono rimasti coinvolti nel corso degli anni.
Sempre in quell'occasione, inoltre, venne pesantemente criticato per essersi preso gioco nel corso del suo numero di Dan Crenshaw, deputato repubblicano alla Camera dei Rappresentanti, per il suo indossare una benda sull'occhio, al fine di celare un infortunio capitatogli mentre era in servizio come Navy SEAL in Afghanistan: nella fattispecie, l'oggetto della controversia sarebbe stata una battuta con cui Davidson paragonò Crenshaw a "un sicario in un film porno". Il sabato successivo i due apparvero insieme e Davidson si scusò affermando: "Dico questo dal profondo del mio cuore: è stata una scelta scadente di parole. Quest'uomo è un eroe di guerra e si merita tutto il rispetto del mondo". Crenshaw accettò le scuse di Pete, prima di accettare l'opportunità di ottenere qualche battuta a spese di Davidson. A parte le risate Crenshaw ha invitato gli americani a "non dimenticare mai" il servizio e i sacrifici dei veterani e ha anche reso omaggio al padre di Davidson.

## Vita privata
A partire da ottobre 2015 Davidson ha vissuto a Brooklyn e ha iniziato a vivere a Staten Island con la madre a partire da aprile 2019.
Ha sostenuto Hillary Clinton alle elezioni presidenziali del 2016 e il 5 dicembre 2017 ha dichiarato sul suo account Instagram di avere un tatuaggio sulla gamba che raffigura la ex First Lady, che ha definito la sua "eroina", una "cazzuta" e "una delle persone più forti dell'universo". La stessa Clinton ha ringraziato Davidson per il complimento affermando scherzosamente: "Questo rende molto meno imbarazzante il fatto che io abbia un tatuaggio di Pete Davidson da anni".
Il 6 marzo 2017 ha annunciato su Instagram di aver smesso di assumere droghe e che era pulito per la prima volta in otto anni. Durante un'intervista sul podcast del comico Marc Maron ha chiarito che l'unica droga che abbia mai usato è stata la marijuana e che ha ridotto considerevolmente il suo uso; ha poi aggiunto che i suoi problemi personali inizialmente erano il risultato proprio del suo uso giornaliero di marijuana e che essi in realtà erano effettivamente causati da un disturbo di personalità borderline, per il quale è stato sottoposto a trattamento.
Il 15 dicembre 2018 ha condiviso un candido post su Instagram sul suicidio prima di cancellare completamente il suo account: la preoccupazione della fidanzata Ariana Grande, dei suoi amici e degli altri utenti ha portato il dipartimento di polizia di New York a condurre un controllo nella casa di Davidson, che è stato trovato poco dopo al sicuro negli studi del Saturday Night Live. Davidson è apparso solo una volta nell'episodio di quella sera, quando ha presentato un'esibizione musicale di Miley Cyrus, Mark Ronson e Sean Lennon.
Il 20 gennaio 2019 Davidson è tornato al SNL ed è apparso accanto al comico ed ex-autore dello show John Mulaney per commentare il film del 2018 Il corriere - The Mule, facendo solo un riferimento al suo post su Instagram.

### Relazioni
Il 20 giugno 2018 ha confermato che lui e la cantante e attrice Ariana Grande erano fidanzati: quest'ultima gli ha dedicato una canzone, Pete Davidson, nel suo album del 2018 Sweetener e lo ha anche citato in Thank U, Next (la parte di accompagnamento del video musicale mostrava una foto della coppia).

### Stalking
Nel marzo 2021, una donna ha affermato falsamente di essere sposata con Davidson e ha falsamente rappresentato un'associazione con la sua attività. La donna sarebbe entrata illegalmente nella sua casa e successivamente avrebbe dovuto affrontare accuse legali.

### Volo spaziale
Nel marzo 2022, la compagnia di voli spaziali Blue Origin ha annunciato che Davidson sarebbe stato un "ospite d'onore" insieme a cinque clienti paganti a bordo dell'NS-20, un volo suborbitale del suo velivolo New Shepard previsto per la fine del mese. Tuttavia, il volo è stato riprogrammato e Blue Origin ha annunciato che Davidson "non era più in grado" di unirsi all'equipaggio.

### Testimonial
Davidson è testimonial di diversi brand, apparendo in numerose campagne pubblicitarie; tra questi H&M, Manscaped, Reformation, Taco Bell e Smartwater.

## Programmi televisivi
- Failosophy - show TV, episodio 1x03 (2013)
- Guy Code - Guida galattica per uomini veri (Guy Code) - show TV, 4 episodi (2013)
- Nick Cannon Presents: Wild 'N Out - show TV, 6 episodi (2013)
- Adam DeVine's House Party - show TV, episodio 1x06 (2013)
- Jimmy Kimmel Live! - show TV, episodio 12x51 (2014)
- Comedy Underground with Dave Attell - show TV, episodio 1x02 (2014)
- Inside Edition - serie TV documentario, episodio 26x11 (2014)
- Saturday Night Live: 40th Anniversary Special - special TV (2015)
- Comedy Central Roast of Justin Bieber - special TV (2015)
- Follow Me - serie TV documentario, episodio 1x09 (2015)
- MTV Video Music Awards 2015 - special TV (2015)
- Comedy Central Roast of Rob Lowe - special TV (2016)
- The Jim Gaffigan Show - show TV, episodio 2x04 (2016)
- Pete Davidson: SMD - special TV (2016)
- Goddamn Comedy Jam - special TV (2017)
- Gotham Comedy Live - special TV, episodi 2x06-6x21 (2013-2017)
- Miley's New Year's Eve Party - special TV (2021)
- Saturday Night Live - show TV, 160 episodi (2014-2022)

## Filmografia

### Attore

#### Cinema
- School Dance, regia di Nick Cannon (2014)
- Un disastro di ragazza (Trainwreck), regia di Judd Apatow (2015)
- Come far perdere la testa al capo (Set It Up), regia di Claire Scanlon (2018)
- What Men Want - Quello che gli uomini vogliono (What Men Want), regia di Adam Shankman (2019) - non accreditato
- Giovani e felici (Big Time Adolescence), regia di Jason Orley (2019)
- The Dirt: Mötley Crüe (The Dirt), regia di Jeff Tremaine (2019)
- Jesus Rolls - Quintana è tornato!  (The Jesus Rolls), regia di John Turturro (2019)
- Il re di Staten Island (The King of Staten Island), regia di Judd Apatow (2020)
- The Suicide Squad - Missione suicida (The Suicide Squad), regia di James Gunn (2021)
- I Want You Back, regia di Jason Orley (2022)
- Bodies Bodies Bodies, regia di Halina Reijn (2022)
- Good Mourning, regia di Machine Gun Kelly e Mod Sun (2022)
- Il giorno perfetto (Meet Cute), regia di Alexandre Lehmann (2022)
- Guardiani della Galassia Vol. 3 (Guardians of the Galaxy Vol. 3), regia di James Gunn (2023)
- Fast X, regia di Louis Leterrier (2023)
- Dumb Money, regia di Craig Gillespie (2023)
- Missione hamburger 2 (Good Burger 2), regia di Phil Traill (2024)
- Riff Raff, regia di Dito Montiel (2025)
- Il blindato dell'amore (The Pickup), regia di Tim Story (2025)

#### Televisione
- Brooklyn Nine-Nine - serie TV, episodio 1x03 (2013)
- Friends of the People - serie TV, episodio 1x02 (2014)
- Sober Companion, regia di Don Scardino - film TV (2014)
- The Jim Gaffigan Show - serie TV, episodio 2x04 (2016)
- Pete Davidson: SMD - Show TV, regia di Joel Gallen (2016)
- Eighty-Sixed  - miniserie TV, episodio 1x06 (2017)
- The Guest Book - serie TV, episodio 2x06 (2018)
- The Real Bros of Simi Valley - serie TV, 2 episodi (2020)
- The Rookie - serie TV, 3 episodi (2020-2022)
- The Now - miniserie TV, episodio 1x01 (2021)
- The Kids in the Hall - serie TV, episodio 1x01 (2022)

#### Cortometraggi
- Archie Black, regia di Dave Sirus (2013)
- Grow a Guy, regia di Oz Rodriguez e Matt Villines (2014)
- The Jay Z Story, regia di Oz Rodriguez e Matt Villines (2015)
- Prom Queen, regia di Oz Rodriguez e Matt Villines (2015)
- Click, Clack, Moo: Christmas at the Farm, regia di Jennifer Oxley (2017)

#### Videoclip
- Loco - Machine Gun Kelly (2018)

### Doppiatore
- Angry Birds 2 - Nemici amici per sempre (The Angry Birds Movie 2), regia di Thurop Van Orman (2019)
- The Freak Brothers - serie TV, 10 episodi (2020-2021)
- Sansone (Marmaduke), regia di Mark A.Z Dippé (2022)
- Transformers - Il risveglio (Transformers: Rise of the Beasts), regia di Steven Caple Jr. (2023)
- Dog Man, regia di Peter Hastings (2025)

### Sceneggiatore
- Il re di Staten Island (The King of Staten Island), regia di Judd Apatow (2020)

### Produttore
- Pete Davidson: SMD - Show TV, regia di Joel Gallen (2016)
- Paul Virzi: I'll Say This - Film TV, regia di Steven Feinartz (2018)
- Giovani e felici (Big Time Adolescence), regia di Jason Orley (2019)
- Il re di Staten Island (The King of Staten Island), regia di Judd Apatow (2020)

## Doppiatori italiani
Nelle versioni in italiano delle opere in cui ha recitato, Pete Davidson è stato doppiato da:
- Mirko Cannella in The Dirt: Mötley Crüe, I Want You Back
- Fabrizio De Flaviis in What Men Want - Quello che gli uomini vogliono
- Edoardo Stoppacciaro in Come far perdere la testa al capo
- Manuel Meli in  The Suicide Squad - Missione suicida
- Sacha Pilara in Jesus Rolls - Quintana è tornato!
- Luca Baldini in Il re di Staten Island
- Alessio Nissolino in Giovani e felici
- Gabriele Vender in Il giorno perfetto
- Alessio Puccio in Fast X
- Flavio Aquilone in Dumb Money
- Leonardo Graziano in Bodies Bodies Bodies
- Davide Perino ne Il blindato dell'amore

Da doppiatore è sostituito da:
- Gianluca Machelli in Angry Birds 2 - Nemici amici per sempre